# Dây chằng tròn khớp chậu đùi
Trong giải phẫu người, dây chằng tròn khớp chậu đùi là dây chằng nằm ở hông. Dây chằng hình tam giác và hơi dẹt, bám vào phần trước-trên của hố chỏm xương đùi và nguyên ủy của nó gắn vào khuyết ổ cối và giữa các khớp nối xương này gắn với dây chằng ngang.
Bên trong dây chằng tròn khớp chậu đùi là nhánh ổ cối của động mạch bịt.

## Chức năng
Dây chằng khi căng thì đùi gấp một nửa và chân giạng ra hoặc quay ra ngoài; dây chằng khi lỏng thì chân khép lại.
Nghiên cứu cho thấy dây chằng này khi tuổi còn nhỏ thì ít chức năng, mặc dù dây chằng vẫn có vai trò quan trọng trong việc truyền và cung cấp vận động cho đầu xương đùi.
Ở người, đã từng có ý kiến chi tiết giải phẫu này không phải là dây chằng nhưng lại giúp giữ khớp háng (đặc biệt là dây chằng chậu - đùi, dây chằng ụ ngồi - đùi và dây chằng mu - đùi) tránh trật khớp khi hông mở rộng. Tuy nhiên, nghiên cứu gần đây đã cho rằng dây chằng tròn khớp chậu đùi có chức năng liên quan đến chuyển động cơ thể, thể hiện qua các nghiên cứu khám nghiệm tử thi, sau khi cắt dây chằng thì khớp gia tăng phạm vi chuyển động.